# Wingate (Texas)
Wingate es un lugar designado por el censo ubicado en el condado de Runnels en el estado estadounidense de Texas. En el Censo de 2020 tenía una población de 83 habitantes y una densidad poblacional de 14,69  habitantes por km². Fue incluido como CDP en el censo de 2020.

## Geografía
Wingate se encuentra ubicado en las coordenadas 32°2′44″N 100°6′15″O / 32.04556, -100.10417. Según la Oficina del Censo de los Estados Unidos,  tiene una superficie total de 5,65 km², todos correspondientes a tierra firme.